# Nikolai Anfimow
Nikolai Jurjewitsch Anfimow (russisch Николай Юрьевич Анфимов, wiss. Transliteration Nikolaj Jur'evič Anfimov; * 28. Dezember 1950) ist ehemaliger sowjetischer Boxer. Er war 1972 Olympiateilnehmer.

## Werdegang
Nikolai Anfimow stammt aus Samarqand in der damaligen Usbekischen SSR. Er begann dort als Jugendlicher mit dem Boxen und startete für Spartak Samarqand. Später trat er in die Rote Armee ein und wurde Mitglied eines Armeesportklubs. Als Erwachsener kämpfte er bei einer Größe von 1,80 Metern immer im Halbschwergewicht.
Im Jahre 1970 wurde er sowjetischer Juniorenmeister der Altersklasse U 20 im Mittelgewicht. Sein erster wichtiger internationaler Wettkampf war dann im Jahre 1970 die Teilnahme an der Junioren-Europameisterschaft (U 20) in Miskolc/Ungarn. Er holte sich dort im Mittelgewicht den Titel mit vier Siegen, wobei er im Endkampf den Jugoslawen Dragan Todorovic durch techn. KO in der 1. Runde besiegte. 
1971 nahm er erstmals an einer sowjetischen Meisterschaft der Senioren teil und kam dabei u. a. zu einem Sieg über Oleg Korotajew. Im Endkampf verlor er gegen Wladimit Metelew nach Punkten. Im gleichen Jahr fand in Moskau die sog. Spartakiade statt, wobei auch Boxen auf dem Programm stand. Nikolai Anfimow gewann dabei im Halbschwergewicht und besiegte dort im Endkampf Miron Krochmalny. Später wurden die Spartakiadesieger bei den sowjetischen Meisterschaften ermittelt. 1971 startete Nikolai Anfimow auch beim sog. Vorolympischen Turnier in München. Er verlor dort im Endkampf gegen Janusz Gortat aus Polen nach Punkten.
1972 wurde er erstmals sowjetischer Meister und besiegte dabei im Finale Oleg Korotajew durch techn. KO in der 1. Runde. Mit 21 Jahren nahm er im gleichen Jahr an den Olympischen Spielen in München teil. Er kam dabei im Halbschwergewicht zu einem Punktsieg über Georgi Stankow aus Bulgarien (5:0) und zu einem techn. KO-Sieg in der 3. Runde über Mahmoud Ahmed Ali aus Ägypten, unterlag dann aber überraschend im Viertelfinale gegen Isaac Ikhouria aus Nigeria knapp nach Punkten (2:3 Richterstimmen), womit er ausschied und mit dem 5. Platz eine Medaille verfehlte. 
Bei der sowjetischen Meisterschaft 1973 unterlag Nikolai Anfimow im Halbfinale seinem alten Konkurrenten Oleg Korotajew nach Punkten und kam damit auf den 3. Rang. Er siegte anschließend beim Ausscheidungsturnier für die Box-Europameisterschaften 1973 in Lwiw im Finale knapp über Oleg Korotajew nach Punkten. Zur Europameisterschaft wurde aber Oleg Korotajew entsandt. Er nahm auch noch an den sowjetischen Meisterschaften 1974, 1975 und 1976 teil. 1974 unterlag er im Viertelfinale gegen Juri Bystrow nach Punkten, 1975 unterlag er im Finale gegen Oleg Korotajew nach Punkten und 1976 verlor er bereits im Achtelfinale gegen Gennadi Ochulin nach Punkten. Mit großem Erfolg nahm er noch an drei Meisterschaften der Armeen der Warschauer-Pakt-Staaten (SKDA-Meisterschaften) teil, die immer von sehr guten Boxern bestritten wurden. 1971 siegte er dabei in Miskolc im Finale über Imre Toth aus Ungarn, 1972 bezwang er im Finale dieser Meisterschaft Alec Năstac aus Rumänien und 1974 schlug er im Finale Milan Kalinow aus Bulgarien. 
1977 trat Nikolai Anfimow vom internationalen Wettkampfgeschehen zurück und nahm auch an keinen sowjetischen Meisterschaften mehr teil.

## Internationale Erfolge
| Jahr | Platz | Wettbewerb                                  | Gewichtsklasse | Ergebnis |
| 1970 | 1.    | Junioren-EM in Miskolc/Ungarn               | Mittel         | nach techn. KO-Sieg in der 3. Runde über Kozma, Ungarn, Punktsieg über Saigo, Rumänien, techn. KO-Sieg in der 3. Runde über Ingo Zimpel, DDR und techn. KO-Sieg in der 1. Runde über Dragan Todorovic, Jugoslawien |
| 1971 | 2.    | Vorolympisches Turnier in München           | Halbschwer     | nach einer Punktniederlage im Finale gegen Janusz Gortat, Polen |
| 1971 | 1.    | 8. SKDA-Meisterschaft in Miskolc            | Halbschwer     | nach einem Punktsieg im Finale über Imre Toth, Ungarn |
| 1972 | 1.    | Intern. Turnier in Minsk                    | Halbschwer     | mit einem Abbruch-Sieg in der 1. Runde über Marin Constantinescu, Rumänien und einem kampflosen Sieg über Gennadi Djatschuk, UdSSR                                                                                 |
| 1972 | 1.    | Strandja-Turnier in Sofia                   | Halbschwer     | nach einem Abbruch-Sieg in der 2. Runde über Georgi Stoimenow, Bulgarien |
| 1972 | 5.    | OS in München                               | Halbschwer     | nach einem Punktsieg über Georgi Stankow, Bulgarien, einem techn. KO-Sieg in der 3. Runde über Mahmoud Ahmed Ali, Ägypten und einer Punktniederlage gegen Isaac Ikhouria, Nigeria (2:3)                            |
| 1972 | 1.    | 9. SKDA-Meisterschaften in Frankfurt (Oder) | Halbschwer     | nach einem Punktsieg im Finale über Alec Năstac, Rumänien |
| 1973 | 1.    | 4. Gryf Szczecinski in Szczecin             | Halbschwer     | nach einem Punktsieg im Finale über Juri Chitalkin, UdSSR |
| 1974 | 1.    | 5. Gryf Szczecinski in Szczecin             | Halbschwer     | nach einem Punktsieg im Finale über Wieslaw Adamski, Polen |
| 1974 | 1.    | 11. SKDA-Meisterschaft in Sofia             | Halbschwer     | nach einem Punktsieg im Finale über Milan Kalinow, Bulgarien |

## Länderkämpfe
| Jahr | Ort    | Begegnung       | Gewichtsklasse | Ergebnis                                            |
| 1972 | Moskau | UdSSR gegen USA | Halbschwer     | techn. KO-Sieg in der 1. Runde über Louis Slaughter |
| 1974 | Moskau | UdSSR gegen USA | Halbschwer     | Punktniederlage gegen Russell Fickling              |

## Meisterschaften der Sowjetunion
| Jahr | Platz | Gewichtsklasse | Ergebnis |
| 1970 | 1.    | Mittel         | Anm.: Juniorenmeisterschaft U 20 |
| 1971 | 2.    | Halbschwer     | nach Punktsiegen über Oleg Korotajew, Bjelow und Miron Krochmalny und einer Punktniederlage gegen Wladimir Metelew                                        |
| 1971 | 1.    | Halbschwer     | Spartakiadesieger nach einem techn. KO-Sieg in der 2. Runde über R. Sakauskas und Punktsiegen über W. Goroschanski, Wiktor Grebenjuk und Miron Krochmalny |
| 1972 | 1.    | Halbschwer     | nach Punktsiegen über Wiktor Grebenjuk und Wiktor Jegorow und einem techn. KO-Sieg in der 1. Runde über Oleg Korotajew                                    |
| 1973 | 3.    | Halbschwer     | nach einer Punktniederlage im Halbfinale gegen Oleg Korotajew                                                                                             |
| 1974 | 5.    | Halbschwer     | nach einer Punktniederlage im Viertelfinale gegen Juri Bystrow                                                                                            |
| 1975 | 2.    | Halbschwer     | nach einer Punktniederlage im Halbfinale gegen Oleg Korotajew                                                                                             |
| 1976 | 9.    | Halbschwer     | nach einer Punktniederlage im Achtelfinale gegen Gennadi Ochulin                                                                                          |

## Erläuterungen
- OS = Olympische Spiele, EM = Europameisterschaft
- Gewichtsklassen: Mittelgewicht, damals bis 75 kg, Halbschwergewicht bis 81 kg Körpergewicht